# Угода центральної Радянської влади з Башкирським Урядом про Радянську Автономну Башкирію
Угода Російського робітничо-селянського уряду з Башкирським урядом про радянську автономії Башкирії (рос. Соглашение Российского рабоче-крестьянского правительства с Башкирским правительством о советской автономии Башкирии) — документ про утворення, державний і адміністративний устрій Автономної Башкирської Радянської Республіки. Укладена 20 березня 1919 у Москві.  

## Структура і зміст документа

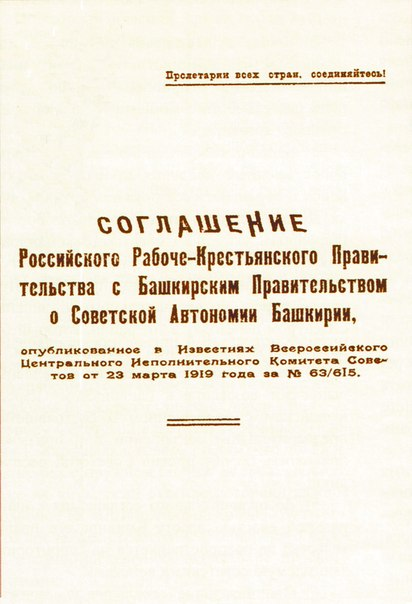
Титульний лист «Угоди»

Структура документа представлена 16 параграфами, які стосувалися громадського, державного і адміністративного устрою Автономної Башкирської Радянської Республіки .
Параграф 1 визначає, що Автономна Башкирська Радянська Республіка утворюється у межах Малої Башкирії і є федеративною частиною РРФСР  .
Параграфи 2, 3, 4 визначають територію республіки. У параграфах 2 і 3 дається опис волостей і населених пунктів окремих повітів, які входять до складу республіки. Параграф 4 визначає території (так званий гірничо-заводський район з центром у Златоусті та ряд волостей південної частини Стерлітамацького повіту), які залишаються непідлеглими башкирському уряду до опитування населення цих територій .
Параграф 5 визначає, що всі залізниці, заводи і копальні на території республіки повинні залишатися у безпосередньому віданні центральної Радянської влади. При цьому наголошувалося, що при розподілі продуктів місцевої промисловості запити і потреби республіки повинні задовольнятися у першу чергу  .
Параграф 6 визначає адміністративно-територіальний устрій республіки, основу якого складають 13 кантонів. Тут дається опис того, які території складають кожен кантон і вказується його адміністративний центр  .
Параграф 7 документа торкається статусу територій, позначених у пункті 4. У разі їх приєднання до Башкирії вони повинні були скласти особливу адміністративну одиницю .
Параграф 8 документа наголошує, що влада в республіці організовується точно на підставі Конституції РРФСР 1918 року, затвердженої V Всеросійським з'їздом Рад 10 липня 1918  .
Параграфи 9 і 10 регламентують створення Башкирської армії. Вона створювалася з метою боротьби «як із російською, так і світовою контрреволюцією». Визначалася її структура, підпорядкування, управління, озброєння і зміст  .
Параграф 11 присвячено питанню забезпечення внутрішньої охорони і порядку в республіці, які, як він визначає, повинен підтримувати її «озброєний пролетаріат» .
Параграф 12 закріплює фінансову підтримку республіки в ділянці «організації Радянської влади і проведення культурно-освітніх заходів у країні» з боку РРФСР  .
Параграф 13 визначає, що до скликання з'їзду Рад Башкирії вся повнота влади у межах Башкирської Радянської Республіки переходить до Тимчасового башкирського революційного комітету (Башревкому). Також цим параграфом наказується створення спеціальної мішаної комісії для скликання з'їзду. До її складу мають увійти п'ять осіб, двох із яких повинен делегувати Башкирський революційний комітет і двох — центральна Радянська влада, п'яту людину належало призначати за угодою сторін і комісії  .
Параграф 14 регламентує питання про взаємне делегування повноважних представників Башревкомом (або ЦВК Башкирської Радянської Республіки) і Всеросійським ЦВК  .
Параграф 15 визначає тимчасову, до скликання з'їзду Рад у Башкирії, столицю республіки — Тем'ясово .
Параграф 16 закріплює гарантії відсутності репресій за діяльність до входження республіки в РРФСР щодо членів Башкирського Уряду, адміністративних установ і громадських організацій  .